# Mary Impey
Mary Impey (ur. 2 marca 1749 w Oxfordshire, zm. 20 lutego 1818) – angielska przyrodniczka, mecenaska sztuki w Bengalu. Żona Elijaha Impeya, sędziego w Kalkucie. Założyła menażerię w Kalkucie i przekonywała hinduskich artystów do malowania zamieszkujących ją zwierząt.

## Życiorys
Mary Impey, nazwisko panieńskie Reade, urodziła się w Oxfordshire jako najstarsza z trójki dzieci Johna i Harriet Reade’ów. W 1768 w Hammersmith poślubiła 36-letniego prawnika, Elijaha Impeya. Przez kolejne 5 lat mieli oni czwórkę dzieci. W 1773 Elijaha Impeya uczyniono najwyższym sędzią w Fort William w Kalkucie, wskutek czego Impeyowie przeprowadzili się do Indii, pozostawiając dzieci z bratem Elijaha. W 1775 rodzina osiedliła się i rozpoczęła zbieranie przedstawicieli rodzimych gatunków zwierząt w ogrodzie swojej posiadłości, należącej niegdyś do Henry’ego Vansittarta, gubernatora Bengalu w latach 1760–1764.
W menażerii Mary Impey liczne były ptaki, głównie wodne; znajdowało się tam także kilka ssaków – pangolina, rudawka wielka, polatucha japońska, sambar jednobarwny (Rusa unicolor) i kilka niezidentyfikowanych zwierząt.

## Obrazy

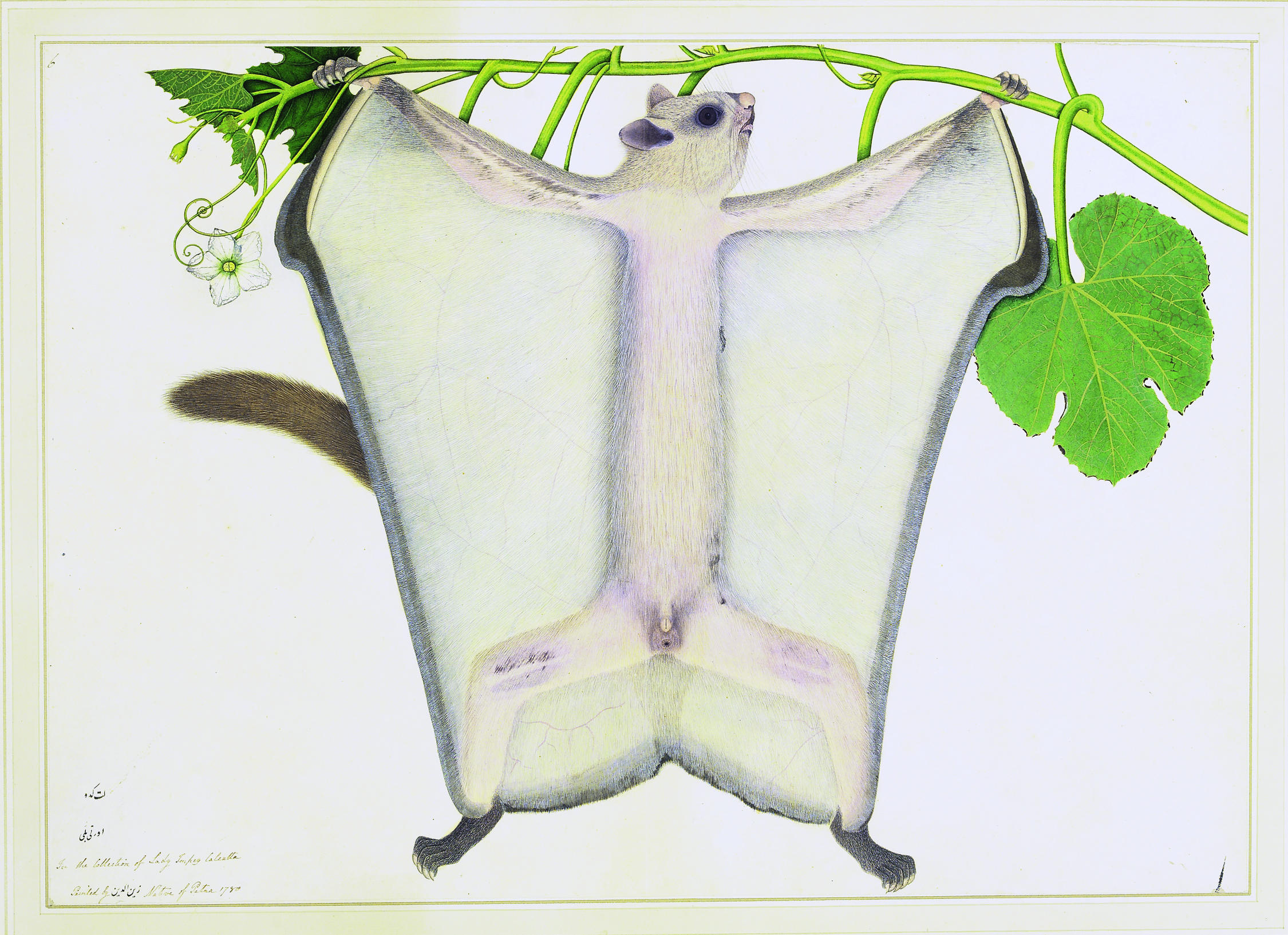
A Dwarf Flying Squirrel hanging from a Kuru Creeper, Shaikh Zayn al-Din, ok. 1780

Od 1777 Impey zatrudniała lokalnych artystów, by malowali ptaki, inne zwierzęta i rdzenne rośliny. Miały być one namalowane w naturalnych rozmiarach, jeśli było to możliwe, i w odpowiednim otoczeniu. Seria tych obrazów, znana jako Impey Album, stanowi znamienny przykład stylu malarskiego charakterystycznego dla hinduskich twórców pracujących dla europejskich mecenasów. Zbierała również notatki dotyczące zachowania zwierząt, które przysłużyły się późniejszym biologom, przykładowo Lathamowi w jego pracy dotyczącej ptaków Indii. Do trzech zidentyfikowanych artystów należeli Sheikh Zain al-Din, Bhavani Das i Ram Das. Ponad połowa z blisko 300 obrazów przedstawiała ptaki. Na 197 obrazach przedstawione były ptaki, na kolejnych 76 ryby, 28 gady, 17 stworzenia fikcyjne, zaś na 8 kwiaty. Kolekcję wyprzedano na aukcji w 1810, kilka obrazów przekazano do muzeów, w tym Metropolitan Museum of Art w Nowym Jorku, 3 trafiły do Muzeum Wiktorii i Alberta w Londynie, a 18 do Radcliffe Science Library na Uniwersytecie Oksfordzkim. Obrazy przekazane Radcliffe Science Library wypożyczono Ashmolean Museum w Oksfordzie. Od października 2012 do kwietnia 2013 obrazy te wystawiano w Ashmolean Museum jako część wystawy Lady Impey’s Indian Bird Paintings.

## Życie prywatne i upamiętnienie
Od 1775 do 1783 Impey urodziła jeszcze czwórkę dzieci, z czego trójka przeżyła podróż do Anglii, gdzie męża Mary Impey usunięto z urzędu. W Anglii przyszło na świat jeszcze jedno dziecko. Elijah Impey zmarł w 1809, Mary Impey natomiast w 1818 w Newick Park (okolice Lewes, East Sussex). Obydwoje zostali pochowani w kościele parafialnym w Hammersmith.
Mary Impey upamiętnia nazwa naukowa olśniaka himalajskiegp (Lophophorus impejanus). Jej portret, autorstwa Thomasa Gainsborougha, sprzedano w 1904 na aukcji w Christie’s za 2800 gwinei. Przekazany został do Furman University.